# Mjölk-Långskär
Mjölk-Långskär är öar i Åland (Finland). De ligger i Skärgårdshavet och i kommunen Kökar i landskapet Åland, i den sydvästra delen av landet. Öarna ligger omkring 51 kilometer öster om Mariehamn och omkring 230 kilometer väster om Helsingfors.
Arean för den av öarna koordinaterna pekar på är 13,8 hektar och dess största längd är 0,9 kilometer i nord-sydlig riktning.